# Kleinbrauerei
Als Kleinbrauerei bezeichnet man verschiedene Brauereitypen entsprechend der Produktionsmenge.
Je nach Systematik existieren folgende Zuweisungen:
- Brauerei bis 5000 hl Bier Jahresproduktion, auch Kleinstbrauerei, siehe auch Mikrobrauerei
- Brauerei bis 50.000 hl Bier als Konterpart zu Großbrauereien mit über 1 Mio. hl Jahresproduktion